# Nomindra gregory
Nomindra gregory är en spindelart som beskrevs av Norman I. Platnick och Baehr 2006. Nomindra gregory ingår i släktet Nomindra och familjen Prodidomidae. Inga underarter finns listade i Catalogue of Life.